# Ядерный реактор Миссурийского университета науки и технологий
Ядерный реактор Миссурийского университета науки и технологий (англ. Missouri University of Science and Technology Nuclear Reactor, MSTR или Missouri S&TR) — это ядерный реактор бассейного типа, эксплуатируемый Миссурийским университетом науки и технологий (Missouri S&T). Впервые достиг критического состояния в 1961 году. Университет эксплуатирует этот реактор в учебных и исследовательских целях.
Согласно годовому отчёту о работе за 2020–2021 годы, представленному в Комиссию по ядерному регулированию США, реактор использовался 1122,4 часа. Из этого времени — 228,4 часа во время работы. Реактор произвёл 13 563,19 киловатт-часов тепловой энергии.

## История
В основу конструкции реактора положен объёмный защитный реактор Ок-Риджской национальной лаборатории. Реактор достиг критического состояния 9 декабря 1961 года, став первым действующим ядерным реактором в штате Миссури. Первоначальная лицензионная мощность составляла 10 кВт и была увеличена до 200 кВт в 1966 году. Летом 1992 года исходный высокообогащённый уран был преобразован в низкообогащённый. В марте 2009 года лицензия реактора была продлена ещё на 20 лет.
В июне 2017 года возле реактора был обнаружен подозрительный пакет, что вызвало эвакуацию четырёх зданий университетского городка. Пакет был проверен университетской полицией и военными специалистами Форта-Леонард Вуд и признан неопасным.
Начиная с 2019 года работа реактора была существенно затруднена из-за текучести кадров среди лицензированного персонала. С 14 июня по 18 декабря 2019 года в штате не было штатных лицензированных операторов. Два старших оператора реактора, работающие полный рабочий день, ушли в отставку из-за низкой заработной платы, а администрация кампуса не желала выделять необходимые ресурсы для удержания квалифицированного персонала из-за сокращения бюджета. Пандемия COVID-19 также затруднила возобновившуюся в начале марта 2020 года работу сотрудников реактора.

## Технические характеристики
Активная зона реактора расположена внутри стоячего бассейна с лёгкой водой высокой чистоты на подвешенной к подвижному железнодорожному мостику решётчатой пластине. Бассейн вмещает 150 кубических метров воды в бетонном кожухе размером 5.8м x 2.7м у основания с глубиной от 8.2м до 9.1м. Около 19 топливных элементов содержат от 9 до 18 топливных пластин из низкообогащённого урана. Реактор имеет максимальную выходную мощность 200 квт. Произведённая энергия — тепловая. Ни одна её часть не используется для преобразования в электрическую энергию. Всего в реакторе используются четыре стержня управления. Три из них — для грубого регулирования мощности и аварийного отключения системой защиты. Они изготовлены из комбинации нержавеющей стали и бора. Четвёртый стержень управления используется для точного регулирования мощности и изготовлен из нержавеющей стали.
В здании расположено несколько экспериментальных установок. Эти помещения используются для исследований и лабораторных занятий. Тепловая колонна — блок графита размером 1.1 x 1.1 x 1.5 метров. Колонна служит источником медленных нейтронов. Алюминиевая трубка диаметром 150 мм, называемая портом для пучка, расположена между активной зоной реактора и экспериментальной зоной на первом этаже реакторного здания. Она позволяет облучать образец нейтронами более высокой энергии. Другие установки, называемые «кроликами», используются для пневматического введения образца непосредственно в активную зону реактора на определённое время. Одна из кроличьих установок покрыта кадмием, чтобы остановить нейтроны низкой энергии и при этом обеспечить бомбардировку образца нейтронами высокой энергии.

## Исследования
При финансовой поддержке Министерства энергетики был построен двухкамерный, сильно защищённый доступный для облучения объект с выходом в интернет и пневматическим доступом к активной зоне исследовательского ядерного реактора мощностью 200 кВт. Этот объект позволяет авторизованным дистанционным пользователям, участвующим в совместной деятельности с университетом, удалённо манипулировать и анализировать образцы, облучённые нейтронами.

### Партнёрство
В октябре 2012 года Westinghouse Electric Corporation подписала многолетнее соглашение об исследованиях и сотрудничестве с университетом для использования реактора и поддержки разработки исследовательских проектов в связи с собственными исследовательскими работами над малым модульным реактором и для исследований в области атомной энергетики в целом.

### Новый тип топлива
Учёные университета провели с командой реактора исследование по изучению элементов ядерного топлива для будущего использования в реакторах IV поколения. Исследователи также разработали новую мобильную платформу для измерения облучённых ядерных твэлов, находящихся в бассейне охлаждения, которая используется в реакторе для испытаний новых типов ядерного топлива.

### Онкология
Реактор также использовался в онкологических исследованиях для экспериментов по улучшению синтеза наночастиц радиоактивного золота и серебра для воздействия на раковые клетки.

## Информационная деятельность
Департамент ядерной инженерии университета участвует в информационно-просветительских программах для старшеклассников школ и первокурсников колледжей — летний лагерь ядерной инженерии. Лагерь включает экскурсии по реактору и посещение нескольких тематических областей исследований и лабораторных экспериментов, связанных с ядерной энергетикой.